# パロディ宗教
パロディ宗教（パロディしゅうきょう、英語: Parody religion）は、宗教を模した組織。

## 概要
従来の宗教に反する教義を設定して、独自のおかしな教義や儀式を設定して活動している宗教のような組織である。岡本亮輔によると、パロディ宗教の主張する事柄は案外真剣であるとのこと。岡本によると日本ではパロディ宗教は現れてこないが、欧米では乱立している。キリスト教に反対していたり批判するという文脈からパロディ宗教が乱立するようになっている。空飛ぶスパゲッティ・モンスター教の他には、サッカーの神を祀るマラドーナ教や、スター・ウォーズに感化されたことから生まれたジェダイ教などがある。岡本によるとパロディ宗教が乱立している要因としては、今世紀になってから特に目立ってきた創造論者が台頭しているということがある。キリスト教徒の中でも特に神の実在と全能を強く信じ聖書の絶対性を主張する人々であり、進化論などは到底認めようとはしない人々である。このような創造論者の台頭に対してパロディ宗教の教祖は、公開書簡でパロディ宗教の創造主の存在を明かして、このパロディ宗教の創造論を学校で教えることを認めるように訴えることなどが行われた。現在の宗教の状況というのは、聖書の絶対性を主張する創造論者と、神の存在を否定する無神論者との戦いが激しくなり、そこにパロディ宗教が乱立するという混戦状態である。
2005年にカンザス州の教育委員会が、学校では進化論だけでなくインテリジェント・デザイン説も公立学校で教えるということを義務付けようとしていた。このインテリジェント・デザイン説とは、生命や宇宙というのは知性的な何者かによって創造されたとする説で、キリスト教徒に強い支持を受けていた。この時にパロディ宗教の教祖となる人物はスパゲッティが宇宙を生み出したという説も認められていいはずと考えていたのであった。そしてパロディ宗教を立ち上げて広めていった。
自由国民社から出版された『空飛ぶスパゲッティ・モンスター教ガイドブック』という書籍では、なぜパロディー宗教が人々の関心を引いているのかが述べられる。これによるとパロディー宗教というのは単なるふざけではなく、現存する宗教に対する奥の深い問題提起が存在しているとのことで、その背景と経緯が述べられている。